# X-Men: Apocalypse (soundtrack)
X-Men: Apocalypse is de originele soundtrack, gecomponeerd door John Ottman voor de film X-Men: Apocalypse uit 2016 van Bryan Singer. Het album werd uitgebracht op 20 mei 2016 door Sony Classical en Fox Music.
De partituur werd uitgevoerd door een orkest onder leiding van Jeffrey Schindler. De muziek werd opgenomen in de Newman Scoring Stage van 20th Century Fox Studios. De muziek werd opgenomen en gemixt door Casey Stone.
Naast Ottmans filmmuziek bevat de film een remix van het tweede deel van Ludwig van Beethovens zevende symfonie getiteld "Beethoven Havok", gearrangeerd door Ottman en Lior Rosner.

## Tracklijst
Alle muziek is geschreven door John Ottman, tenzij anders vermeld.
| 1.                 | Apocalypse | 3:43 |
| 2.                 | The Transference                                                                                              | 3:50 |
| 3.                 | Pyramid Collapse / Main Titles                                                                                | 2:25 |
| 4.                 | Eric's New Life                                                                                               | 1:27 |
| 5.                 | Just a Dream                                                                                                  | 1:15 |
| 6.                 | Moira's Discovery / Apocalypse Awakes                                                                         | 2:25 |
| 7.                 | Shattered Life                                                                                                | 2:54 |
| 8.                 | Going Grey / Who the F are You?                                                                               | 1:49 |
| 9.                 | Eric's Rebirth                                                                                                | 2:48 |
| 10.                | Contacting Eric / The Answer!                                                                                 | 5:01 |
| 11.                | Beethoven Havok (bevat "Symfonie nr. 7" van Ludwig van Beethoven)                                             | 2:53 |
| 12.                | You Can See                                                                                                   | 1:31 |
| 13.                | New Pyramid                                                                                                   | 2:13 |
| 14.                | Recruiting Psylocke                                                                                           | 2:04 |
| 15.                | Split them Up!                                                                                                | 4:15 |
| 16.                | A Piece of his Past                                                                                           | 1:42 |
| 17.                | The Magneto Effect                                                                                            | 4:26 |
| 18.                | Jet Memories                                                                                                  | 1:25 |
| 19.                | The Message / Some Kind of Weapon                                                                             | 4:01 |
| 20.                | Great Hero / You Betray Me                                                                                    | 5:13 |
| 21.                | Like a Fire                                                                                                   | 4:24 |
| 22.                | What Beach?                                                                                                   | 1:51 |
| 23.                | Rebuilding / Cuffed / Goodbye Old Friend                                                                      | 3:35 |
| 24.                | You're X-Men / End Titles                                                                                     | 4:09 |
| 25.                | Rest Young Child (Vocal Version) – Jasper Randall (tekst: Byron Burton; muziek: John Ottman en Jason Livesay) | 2:18 |
| Totale duur: 76:07 | |      |